# Bush Radio (radiostation)
Bush Radio is een onafhankelijk radiostation in Kaapstad, Zuid-Afrika. In Kaapstad zendt het uit vanaf de frequentie 89,5 MHz FM.

## Geschiedenis
Het idee van Bush Radio ontstond toen de strijd tegen apartheid in de jaren tachtig zijn laatste jaren meemaakte. Bush Radio begon als een project van het Cassette Education Trust en de uitzendingen werden aan het begin dan ook nog verspreid door middel van audiocassettes.
Toen Chris Hani, de leider van de Zuid-Afrikaanse Communistische Partij en de bewapende ANC-afdeling Umkhonto we Sizwe, werd vermoord op 10 april 1993, begon Bush Radio met live-uitzendingen. Bij aanvang zond het station nog illegaal uit, maar nadat het Afrikaans Nationaal Congres de Zuid-Afrikaanse parlementsverkiezingen in 1994 hadden gewonnen, kon de radiozender vanaf 1995 verder legaal uitzenden op basis van eenjarige licenties van de Independent Broadcasting Authority (IBA).
In 2000 werd Bush Radio bekroond met een Prins Claus Prijs in de categorie Urban Heroes.
In juli 2002 kreeg de radiozender een vierjarige licentie die in 2006 nogmaals werd verlengd. Sindsdien zend het radiostation 24 uur per dag, zeven dagen in de week uit.

## Publiek
Het radiostation kan worden getypeerd als community radio en brengt in discussieprogramma's en informatieve uitzendingen maatschappelijke thema's aan de orde als aids en waarheid en verzoening. Het luisterend publiek bestaat vooral uit de meest achtergestelde Zuid-Afrikanen.
Het station richt zich op een doelgroep met een leeftijd van achttien tot veertig jaar.